# فرودگاه پورتو باریوس

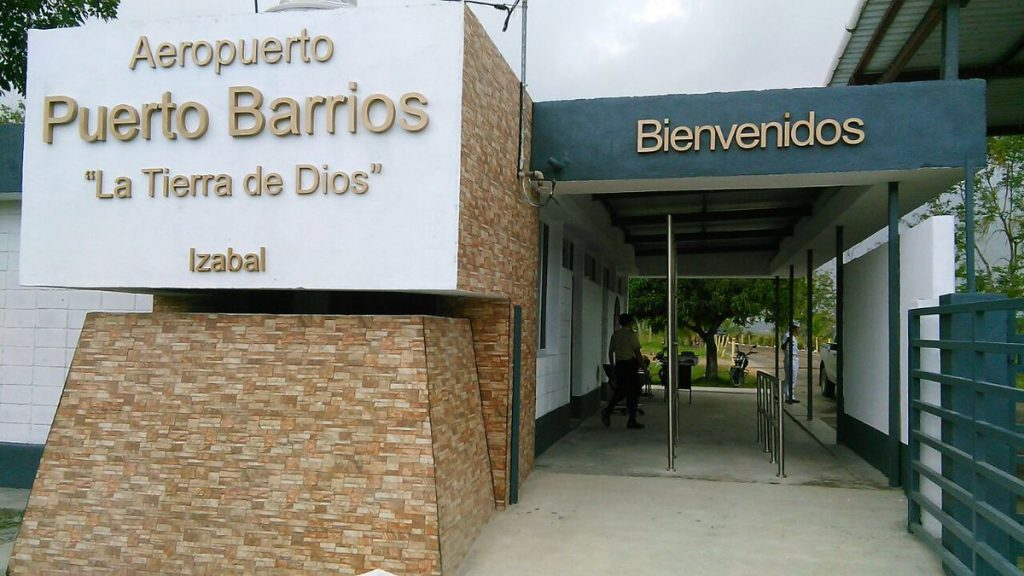
فرودگاخ خوشگل و جذابیه با نمای آجری و هوای صاف

فرودگاه پورتو باریوس (به انگلیسی: Puerto Barrios Airport) یک فرودگاه نظامی و همگانی با کد یاتا PBR است که یک باند فرود بتن دارد و طول باند آن ۲۷۰۷ متر است. این فرودگاه در کشور گواتمالا قرار دارد .